# 爆サイ.com
爆サイ.com（バクサイドットコム）は、日本の匿名電子掲示板である。通称名は「爆サイ」。
地域に特化した日本最大の匿名電子掲示板。日本のネット掲示板サービスとしても日本最大である。
「SimilarWeb」の調べでは月間訪問数が約 1 億 1350 万人かつ月間利用者数は約663 万6,000 人、日本国内のサイトランキングは27位。 
お問い合わせページに記載されている運営者情報は「爆サイ.com係」と記載とあり、運営会社名を記載していないが、2025年5月30日、総務省は爆サイ.comの運営に対し、情報流通プラットフォーム対処法に基づく大規模特定電気通信役務提供者の指定を行い、運営会社の社名が株式会社湘南西武ホームであることを公表した。
日本の違法・有害情報相談センターが受けた相談のサービス別内訳では6位に入る。（1位 X （旧Twitter）[20.1％]、2位Instagram[5.9％]、3 位Google 検索[3.2％]、4 位Google Map[2.9％]、5位5ちゃんねる[2.4％]、6位爆サイ[2.4％]、7位YouTube[2.3％]、8位 LINE[2.0％]、9 位Facebook[1.9％]、10 位ライブドアブログ[1.5％]）。爆サイは1位のX （旧Twitter）と比べると、約9分の1の割合にあたる。

## 沿革
- 2007年（平成19年）6月22日 - bakusai.comドメイン取得。
- 2009年（平成21年）4月6日 - 爆サイがイトキオを買収して「イトキオ情報コミュニティ爆サイ.com」を新たに開設。[7]。
- 2022年（令和4年）10月3日から2022年11月6日まで時給10万円で爆サイ.comの管理人を募集する「爆サイ管理人総選挙」が開催された。コレコレ、田母神俊雄、楽しんごなどが参加[8]。
- 2023年（令和5年）1月、Twitter社による社内備品のオークションで運営会社がツイッター・バードの電飾付きオブジェを4万ドル（約500万円）で落札した[9]。
- 2023年（令和5年）1月20日、少年革命家ゆたぼんのボクシング試合のパンツスポンサーとなる[10]。
- 2023年（令和5年）7月2日、Twitterの一時的な閲覧制限により急激なユーザー流入が生じ、トラフィックが急増して障害が発生。翌日、復旧した[11]。
- 2023年（令和5年）9月、爆サイ.comの投稿数が10億を突破[12]。
- 2024年（令和6年）8月、月間11億PV、月間アクティブユーザー数1500万人、1日投稿数70万。[2]
- 2025年（令和7年）2月、闇バイト対策として一般求人板を廃止。[13]
- 2025年（令和7年）5月30日、運営会社の株式会社湘南西武ホームが、総務省より情報流通プラットフォーム対処法第20条第1項に基づく大規模特定電気通信役務提供者の指定を受ける[1]。